# アナベル人形

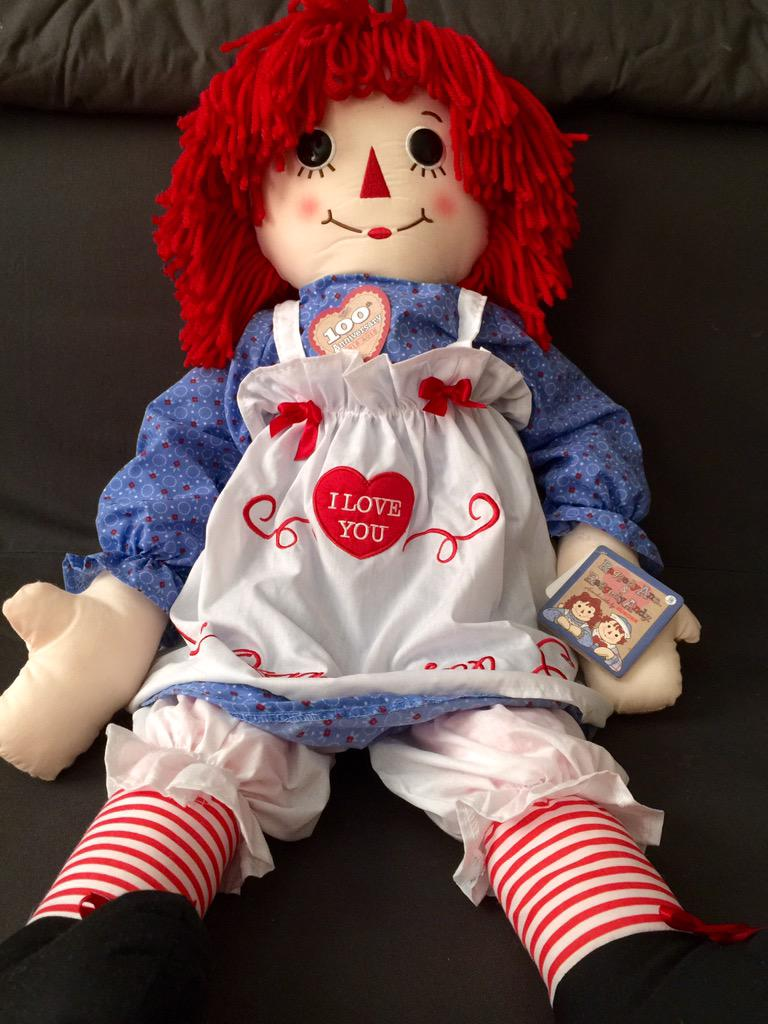
アナベル人形と同じラガディ・アンの人形

アナベル人形（アナベルにんぎょう、Annabelle）とは超常現象研究家エドとロレインのウォーレン夫妻のオカルト博物館に収容されているとされる呪われた人形である。人形を基にしたキャラクターは『死霊館』シリーズに繰り返し登場する敵役となる

## 人形の詳細
人形そのものは作家・イラストレーターのジョニー・グルエル(1880-1938)作の絵本『ラガディ・アン ストーリーズ』および『ラガディ・アン&アンディ』シリーズの登場人物『ラガディ・アン』のキャラクターグッズで、アナベルという名は人形を巡って起きた様々な出来事に関わった個体につけられた通称である。
1910年代から2000年現在にかけて複数のメーカーが同キャラクターのぬいぐるみを手掛けてきたため時代ごとにデザインが異なり、アナベル人形として知られるようになったラガディ・アン人形のデザインは、ニッカーボッカー社製の1970年代のモデルである。このバージョンは既に製造終了しているが、ヴィンテージ物として海外通販サイト経由で入手が可能である。

## 背景
ウォーレン夫妻によれば、1970年に人形が看護学生に渡された。人形が奇妙にふるまい、霊媒が人形には「アナベル」という名の亡くなった少女の精神が住み着いていることを学生に伝えたと述べている。この学生とルームメイトはこの憑依された人形を受け入れて、育てようと試みたが、人形は悪意のある恐ろしい行動を示したと伝えられている。ウォーレン夫妻が最初に連絡を受け、人形が悪魔に憑依されていると宣言したのちに彼らの博物館に移したと述べたのはこの時点である。人形はコネチカット州モンローにある夫妻のオカルト博物館でガラスの箱に収められている。
テキサス州立大学サンマルコス校の宗教学助教授のジョゼフ・レイコックは、ほとんどの懐疑論者がウォーレンの博物館を「既製のハロウィンのガラクタ、人形やおもちゃ、どんな本屋でも買える本だらけ」として退けたと述べている。レイコックはアナベル人形の伝説を「ポップカルチャーと超常現象の民間伝承の興味深い事例研究」と呼び、『チャイルド・プレイ』、『ドール・ハウス』、『死霊館』などの映画で人気のある悪魔に取りつかれた人形の比喩はロバート人形を取り巻く初期の伝説から生まれた可能性が高いと推測しており、ウォーレンの話の5年前には「殺してごめんなさい」（原題：Living Doll）と題された『トワイライト・ゾーン』シーズン5の第6話（母親の役名がアナベル）が公開されている。レイコックは「悪魔に憑かれた人形のアイデアは、現代の悪魔学者が最も平凡で家庭的な場所で超自然的な悪を見つけることを可能にする」と示唆している。
サイエンスライターのシャロン・A・ヒルは『死霊館』の映画公開と時期を合わせたウォーレン夫妻のオカルト博物館の宣伝についてコメントし、ウォーレン夫妻を取り巻く神話や伝説の多くは「自分たちでやったようだ」と述べ、「ウォーレン夫妻をハリウッドの描写から切り離す」ことに多くの人が困難を抱えている可能性があると述べている。ヒルは、ウォーレン夫妻のオカルト博物館と、そのアナベル人形の扇情的な報道を批判した。「現実のエド・ウォーレンと同様に、実物のアナベル人形はあまり印象的ではない」と述べている。エド・ウォーレンがアナベル人形について行った超自然的な主張に関しては「これについて、そして博物館の展示品の歴史と起源についてもエドの言葉しかない」と述べている。
この人形はまた、ジェラルド・ブリットルによるエドワードとロレイン・ウォーレンの1980年の伝記、The Demonologist（悪魔学者）でも記述されている。

## キャラクター
ウォーレンの人形の物語は、『アナベル 死霊館の人形』（2014年）、『アナベル 死霊人形の誕生』（2017年）、『アナベル 死霊博物館』（2019年）といった死霊館シリーズの映画シリーズに描かれているアナベル人形のキャラクターの着想のもととなった。プロデューサーは、ホラー映画の人形の外見をより不安を覚えさせるものに修正するために特別な許可が必要となることもあってラガディ・アンの外見を用いず、その外見は「見栄えが悪く、すぐに威嚇する恐ろしい磁器の人形」と説明されている。このキャラクターはジェームズ・ワンの『死霊館 エンフィールド事件』（2016年）、『アクアマン』（2018年）、『ラ・ヨローナ〜泣く女〜』（2019年）および『シャザム!』（2019年）にも登場する。